# Fruit Ninja
 (novembre 2010).
Si vous disposez d'ouvrages ou d'articles de référence ou si vous connaissez des sites web de qualité traitant du thème abordé ici, merci de compléter l'article en donnant les références utiles à sa vérifiabilité et en les liant à la section « Notes et références ».
Fruit Ninja est un jeu vidéo mobile développé par Halfbrick Studios, sorti le 21 avril 2010 sur iOS, Bada, Windows Phone et Android. Il fait partie du kit de démarrage iOS et Xbox 360. Il est aussi disponible sur PC sous le nom de Fruit Ninja HD, et sur Facebook sous le nom de Fruit Ninja Frenzy qui est en fait le mode arcade avec quelques fonctionnalités supplémentaires.
Il a été adapté pour Kinect sur Xbox 360 (Fruit Ninja Kinect) et Xbox One (Fruit Ninja Kinect 2), en borne d'arcade (Fruit Ninja FX2) et pour la réalité virtuelle sur PC et PlayStation 4 (Fruit Ninja VR).

## Système de jeu
Le but de Fruit Ninja est de découper le plus de fruits possible et en réalisant des combos (3 fruits ou plus d'un coup) ou des coups critiques (choisis au hasard). Chaque fruit vaut 1 point, chaque combo vaut le double du nombre de fruits coupés et un coup critique vaut 10 points. Des bombes se mélangent avec les fruits, il ne faut pas les toucher. Le fonctionnement varie en fonction du mode de jeu :
- Le mode classique consiste à couper un maximum de fruits sans limite de temps. Chaque fruit quittant l'écran sans être coupé fait perdre une vie sur un total de 3 vies. Quand on ajoute 100 points au score, une vie se rajoute. La partie est terminée après avoir perdu 3 vies ou après avoir touché une bombe.

- Le mode zen consiste à gagner le plus de points possible en 90 secondes. Il n'y a ni bombes, ni vies.

- Le mode arcade consiste à obtenir un maximum de points dans un temps de 60 secondes. Il y a des bombes qui font perdre 10 points, mais il n'y a pas de vies. Il se différencie des autres modes par les bananes magiques qui apparaissent avec les fruits (voir section « Bananes magiques »). À la fin de la partie, 3 bonus sont attribués au joueur, en fonction de ce qu'il a fait durant la partie (pas de bombe, les trois bananes, super combo...).

- Le mode multijoueur fonctionne avec Game Center ou sur un même écran (uniquement sur Fruit Ninja HD).

## Accueil

### Critique
- IGN : 8,5/10[1]
- Pocket Gamer : 8/10[2]

### Récompenses
- Jeu iPhone de l'année - Choix des lecteurs de Pocket Gamer (n°1)[3]

## Fruit Ninja: Puss in Boots
En 2011, une version spéciale du jeu a été développée sur iOS et Android pour la sortie du film Le Chat potté.